# De Formanoir
De Formanoir, met de takken De Formanoir de la Cazerie en De Formanoir d'Archimont is een Henegouws geslacht waarvan leden sinds 1816, andere sinds 1823 tot de Nederlandse en Belgische adel behoren. 

## Geschiedenis
De stamreeks begint met Jean Formanoir, heer van la Mousserie (Pottes, Henegouwen) die in 1492 vermeld wordt. Zijn zoon Jean trouwde in 1502 met Jeanne de Boëz, vrouwe van la Cazerie (Celles) waardoor die heerlijkheid in het geslacht De Formanoir kwam en het eeuwen zou blijven.
Nicolas de Formanoir (1653-1719), heer van Cazerie en Archimont, trouwde met Marie-Anne Scourion (1673-1713). Ze hadden twee zoons: Nicolas de Formanoir (1698-1781), heer van Cazerie en Leon de Formanoir (1707-1778) heer van Archimont.  
De familie de Formanoir de la Cazerie kende drie zoons die afstamden van Jean François de Formanoir (1727-1808) en die in 1823 in de adel werden erkend.
Van de zijde Formanoir d'Archimont volgde slechts één nakomeling.

## François de Formanoir d'Archimont
François Laurent Léon Marie Joseph Gisbert de Formanoir d'Archimont (Luxemburg, 20 maart 1767 - Roermond 6 mei 1847), heer van Archimont, was een zoon van Gerard-Xavier de Formanoir, lid van de Tweede stand van Luxemburg, en van Marie-Françoise du Prel. Gerard was zelf een zoon van Léon de Formanoir (1706-1778) en Thérèse Luytens, die de tweede zoon was van de stamvader Nicolas de Formanoir. 
In 1816, ten tijde van het Verenigd Koninkrijk der Nederlanden, werd François benoemd in de Ridderschap van de provincie Luxemburg en erkend in de erfelijke adel met de naam de Formanoir d'Archimont. Hij werd inspecteur van Waters en Bossen en werd lid van de Provinciale Staten van de provincie Luxemburg. Hij trouwde in 1828 (hij was toen al eenenzestig) met Martine-Catherine Rijcksz (° Roermond 1791). Het echtpaar bleef kinderloos, zodat deze tak in 1847 uitdoofde.

## Félix-François de Formanoir de la Cazerie
Félix François Joseph de Formanoir (Doornik, 14 februari 1774 - Celles, 26 augustus 1832) was officier in het regiment Latour. Hij trouwde in 1802 met Joséphine de Cambry de Baudimont (1777-1858). In 1823 werd hij onder het Verenigd koninkrijk der Nederlanden in de erfelijke adel erkend, met benoeming in de Ridderschap van de provincie Henegouwen. Het echtpaar heeft afstammelingen tot heden.

## Pierre de Formanoir de la Cazerie
Pierre-Hubert de Formanoir de la Cazerie (Doornik, 28 april 1779 - 20 maart 1855) trouwde in 1806 met Charlotte van de Kerchove (1784-1829). Hij was actief op het gemeentelijk vlak en was achtereenvolgens burgemeester van Templeuve en Celles en werd raadslid van Doornik. In 1823 werd hij erkend in de erfelijke adel en benoemd in de ridderschap van Henegouwen. 
Uit het huwelijk sproten acht kinderen, met afstammelingen tot heden.

## Auguste de Formanoir de la Cazerie
Charles Auguste Adrien de Formanoir de la Cazerie (Doornik, 9 maart 1783 - Anderlecht, 21 april 1868) was een broer van de twee vorigen. In 1847 werd hij erkend in de erfelijke adel met de titel van ridder, overdraagbaar bij eerstgeboorte. Hij werd burgemeester van Anderlecht.
Hij trouwde in 1817 met Pauline van der Gote (1788-1837) en ze hadden vier kinderen. Het belet niet dat in 1954 deze familietak uitdoofde in de persoon van de achterkleinzoon, ridder Alberic de Formanoir de la Cazerie (1882-1954).